# Kara (hudební skupina)
Kara (korejsky: 카라, japonsky: カ ラ, často stylizovaný jako KARA), je jihokorejská popová skupina založená v roce 2007 pod DSP Media. Konečná sestava skupiny byla složena z Park Gyu-ri, Han Seung-yeon, Goo Hara a Heo Young-ji. Členky Nicole Jung a Kang Ji-young ze skupiny oficiálně odešli v roce 2014, zatímco Kim Sung-hee odešla v roce 2008.

## Členky
- Park Gyuri (박규리)
- Han Seung-Yeon (한승연)
- Goo Ha-ra (구하라)
- Nicole (니콜)
- Kang Ji-young (강지영)

## Diskografie
- 2007: the First Bloooooming
- 2008: Rock U
- 2008: Pretty Girl
- 2009: Honey
- 2009: Revolution
- 2010: Lupin
- 2010: Jumping
- 2011: Step
- 2011: Winter Magic
- 2011: Super Girl
- 2011: GO GO Summer
- 2012: Electric Boy
- 2012: Girls Forever
- 2012: KARA Collection
- 2012: Pandora
- 2012: Speed Up - Girls Power